# Steatoda sagax
Steatoda sagax là một loài nhện trong họ Theridiidae.
Loài này thuộc chi Steatoda. Steatoda sagax được John Blackwall miêu tả năm 1865.